# Selenops hebraicus
Espèce
Selenops hebraicus est une espèce d'araignées aranéomorphes de la famille des Selenopidae.

## Distribution
Cette espèce se rencontre au Brésil, au Paraguay et en Argentine.

## Publication originale
- Mello-Leitão, 1945 : Arañas de Misiones, Corrientes y Entre Ríos. Revista del Museo de La Plata (Nueva Serie), Zoología, vol. 4, p. 213-302.